# Mexikanischer Ziesel
Der Mexikanische Ziesel (Ictidomys mexicanus, Syn.: Spermophilus mexicanus) ist eine Hörnchenart aus der Gattung Ictidomys. Er lebt ausschließlich in Zentralmexiko.

## Merkmale
Der Mexikanische Ziesel erreicht eine Kopf-Rumpf-Länge von etwa 32,2 bis 38,0 Zentimetern, der Schwanz wird etwa 12,4 bis 16,6 Zentimeter lang und ist damit weniger als halb so lang wie der restliche Körper. Das Gewicht beträgt 217 bis 398 Gramm. Die Tiere haben eine oliv-farbene bis sepiabraune Rückenfärbung mit einer Zeichnung aus neun dünnen und unterbrochenen weißen bis hell-sandfarbenen Fleckenreihen, die vom Nacken bis zum Schwanzansatz laufen. Die Schnauze und das Kinn sind gelblich bis ocker- oder zimtfarben, außerdem besitzen die Tiere einen auffälligen hellen Augenring. Der Bauch und die Flanken sind hell sandfarben bis gelb. Der Schwanz ist gräulich schwarz und mit der sandfarbenen Tönung des Bauches durchsetzt.

## Verbreitung

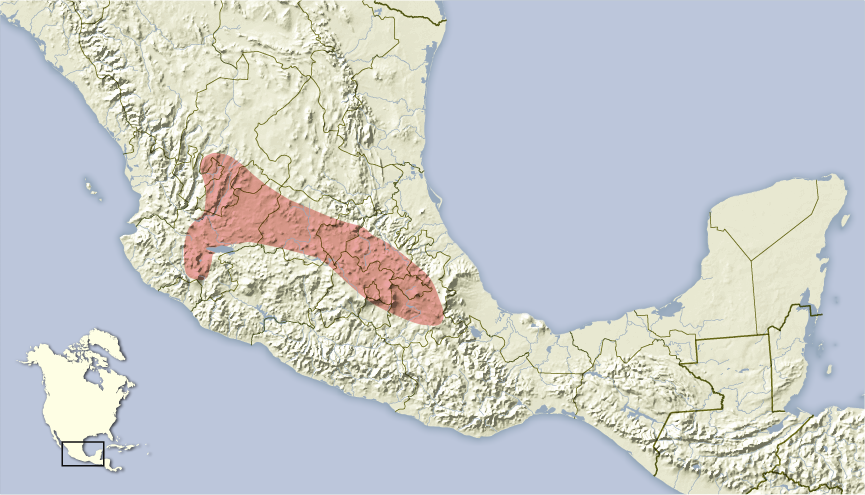
Verbreitungsgebiet des Mexikanischen Ziesels

Der Mexikanische Ziesel ist endemisch im zentralen Mexiko in den Bundesstaaten Aguascalientes, Jalisco, Guanajuato, Querétaro, Hidalgo, México, Tlaxcala und Puebla.

## Lebensweise

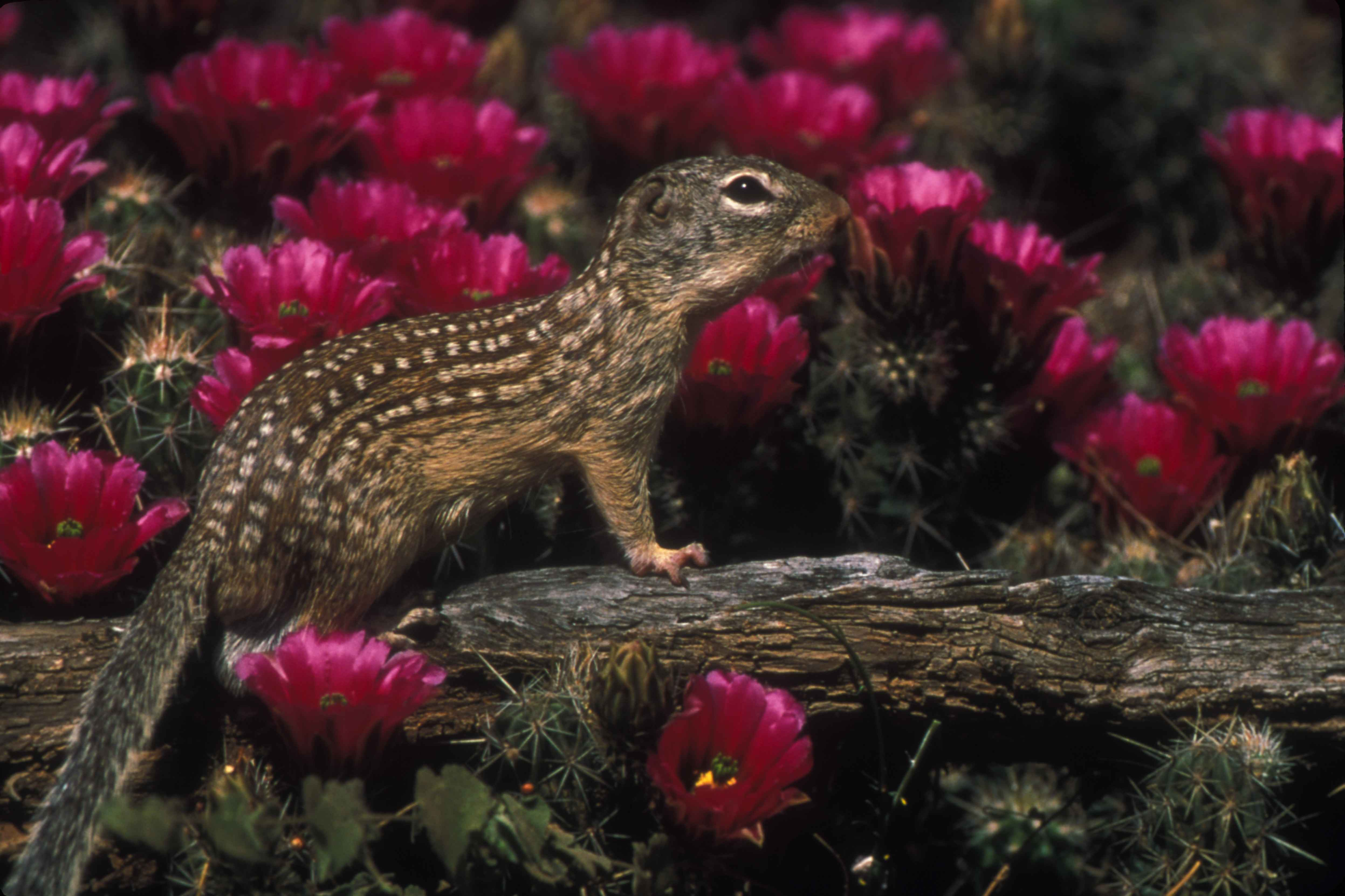
Mexikanischer Ziesel (Ictidomys mexicanus)

Der Mexikanische Ziesel ist tagaktiv und lebt in trockenen Gebieten im Gras- und Weideland, grasreichen Strauch-Savannen und Steppengebieten. Er ist omnivor und die Nahrung besteht vor allem aus verschiedenen Pflanzenteilen wie Blättern und Sprossen sowie Samen von Gräsern, Kräutern, Sträuchern und Kakteen. Hinzu kommen Insekten, im Frühjahr vor allem Käfer, und andere tierische Kost wie kleine Wirbeltiere, wenn diese verfügbar sind.
Die Tiere leben wie andere Erdhörnchen am Boden und in unterirdischen Bauen. Der Bau der Tiere ist in der Regel weniger als 1,5 Meter tief und kann aus mehreren Kammern und vernetzten Gängen bestehen. Daneben nutzen die Tiere mehrere kurze Fluchtbaue, bei denen es sich häufig um von Gebirgs-Taschenratten (Thomomys) gegrabene Baue handelt. In günstigen Lebensräumen können die Tiere Kolonien aus mehreren Bauen bilden, die soziale Verknüpfung ist jedoch wenig ausgeprägt. Vom September oder Oktober bis zum März oder April überwintern sie für fünf bis sechs Monate in ihren Bauen. Die erwachsenen Männchen beginnen früher als die Weibchen und Jungtiere mit der Winterruhe und erwachen in der Regel zwei bis vier Wochen vor den Weibchen im späten März. Die Paarungszeit beginnt nach dem Erwachen der Weibchen im Frühjahr, paarungsbereite Männchen sind vom März bis Juli anzutreffen. Die Weibchen gebären einen Wurf von drei bis fünf Jungtieren, laktierende Weibchen können vom Juni bis September gefunden werden.
Die wichtigsten Fressfeinde für den Mexikanischen Ziegel sind wahrscheinlich Katzen, Hunde, Marder, Greifvögel und Schlangen. Bei Gefahr stoßen die Tiere einen schrillen Alarmruf aus.

## Systematik
Der Mexikanische Ziesel wird als eigenständige Art innerhalb der Gattung der Ictidomys eingeordnet, die aus drei Arten besteht. Die Art wurde lange als Teil der Ziesel und darin innerhalb der Untergattung Ictidomys eingeordnet, nach einer umfassenden molekularbiologischen Untersuchung wurde sie jedoch der nun eigenständigen Gattung Ictidomys zugeordnet. Die wissenschaftliche Erstbeschreibung stammt von dem deutschen Zoologen Johann Christian Polycarp Erxleben aus dem Jahr 1777. Er beschrieb die Art als Sciurus mexicanus anhand von Individuen aus Toluca, heute im zentralmexikanischen Bundesstaat México, und ordnete sie damit in die wenigen damals bekannten Hörnchen ein.
Innerhalb der Art werden neben der Nominatform keine Unterarten unterschieden. Der Rio-Grande-Ziesel (Ictidomys parvidens) aus dem nordöstlichen Mexiko, New Mexico und Texas wird häufig dem Mexikanischen Ziesel zugeschlagen, unter anderem beim Eintrag der der International Union for Conservation of Nature and Natural Resources (IUCN).

## Status, Bedrohung und Schutz
Der Mexikanische Ziesel wird von der International Union for Conservation of Nature and Natural Resources (IUCN) als nicht gefährdet (least concern) eingeordnet. Begründet wird dies durch das vergleichsweise große Verbreitungsgebiet, die angenommen großen Bestandszahlen und die Fähigkeit, zahlreiche unterschiedliche Lebensräume zu nutzen. Potenzielle bestandsgefährdende Risiken sind nicht bekannt. In der aktuellen Version fasst die IUCN allerdings den Rio-Grande-Ziesel (Ictidomys parvidens) und den Mexikanischen Ziesel zu einer Art zusammen.

## Belege
1. 1 2 3 4 5 6 7 8 9  Richard W. Thorington Jr., John L. Koprowski, Michael A. Steele: Squirrels of the World. Johns Hopkins University Press, Baltimore MD 2012; S. 268–269. ISBN 978-1-4214-0469-1
2. ↑  Matthew D. Herron, Todd A. Castoe, Christopher L. Parkinson: Sciurid phylogeny and the paraphyly of holarctic ground squirrels (Spermophilus). Molecular Phylogenetics and Evolution 31, 2004; S. 1015–1030. (Volltext (Memento des Originals vom 17. April 2015 im Internet Archive)  Info: Der Archivlink wurde automatisch eingesetzt und noch nicht geprüft. Bitte prüfe Original- und Archivlink gemäß Anleitung und entferne dann diesen Hinweis., PMID 15120398)
3. ↑  Kristofer M. Helgen, F. Russell Cole, Lauren E. Helgen, Don E. Wilson: Generic Revision in the holarctic ground squirrels genus Spermophilus. Journal of Mammalogy 90 (2), 2009; S. 270–305. doi:10.1644/07-MAMM-A-309.1
4. ↑  Johann Christian Polycarp Erxleben: Systema regni animalis per classes, ordines, genera, species, varietates : cvm synonymia et historia animalivm: Classis I. Mammalia. 1777; S. 428. (Digitalisat)
5. 1 2  Spermophilus (Ictidomys) mexicanus In: Don E. Wilson, DeeAnn M. Reeder (Hrsg.): Mammal Species of the World. A taxonomic and geographic Reference. 2 Bände. 3. Auflage. Johns Hopkins University Press, Baltimore MD 2005, ISBN 0-8018-8221-4.
6. ↑  Carole J. Young, J. Knox Jones, Jr.: Spermophilus mexicanus. Mammalian Species 164, 1982; S. 1–4. (Volltext (Memento des Originals vom 16. März 2016 im Internet Archive)  Info: Der Archivlink wurde automatisch eingesetzt und noch nicht geprüft. Bitte prüfe Original- und Archivlink gemäß Anleitung und entferne dann diesen Hinweis.)
7. 1 2 3  Ictidomys mexicanus in der Roten Liste gefährdeter Arten der IUCN 2015.4. Eingestellt von: A.V. Linzey, R. Timm, S.T. Álvarez-Castañeda, I. Castro-Arellano, T. Lacher, 2008. Abgerufen am 23. Mai 2016.